# روزابل لورنتی سلرز
روزابل لورنتی سلرز (انگلیسی: Rosabell Laurenti Sellers؛ زادهٔ ۲۷ مارس ۱۹۹۶) یک هنرپیشه اهل ایتالیا است. وی از سال ۲۰۰۴ میلادی تاکنون مشغول فعالیت بوده‌است.
از فیلم‌ها یا برنامه‌های تلویزیونی که وی در آن نقش داشته‌است می‌توان به بازی تاج‌وتخت، شام، صبح بخیر پدر و بوکاچیوی شگفت‌انگیز اشاره کرد.